# Chiesa di Sant'Agostino (Ferrara)
La chiesa di Sant'Agostino è una chiesa scomparsa di Ferrara.

## Storia
Non più esistente, chiesa con monastero femminile destinato a monache dell'ordine agostiniano, lavori iniziati nel 1407 e terminati nel 1425. Fu consacrata nel 1441 da beato Giovanni Tavelli. Chiusa nel 1798 nell'ambito delle soppressioni napoleoniche, demolita con l'annesso monastero nel 1813. Era posta nell'angolo Via Coperta - Via Borgo Vado ( a sinistra venendo da S. Maria in Vado, dopo Via Coperta.